# Gy Waldron
Gy Waldron, pseudonimo di Gyneth Markley Waldron (Lenoxburg, 5 agosto 1932), è uno sceneggiatore e regista statunitense, principalmente noto per aver ideato la serie televisiva Hazzard oltre che per aver diretto alcuni film come ad esempio Moonrunners.

## Biografia
Nato a Lenoxburg nel Kentucky, svolge la sua attività di sceneggiatore essenzialmente per la televisione e in modo particolare per la CBS. Ha collaborato alla realizzazione di diverse serie televisive tra le quali Giorno per giorno, Hazzard e Enos.

## Filmografia parziale

### Regista
- Moonrunners (1975)

### Sceneggiatore
- Giorno per giorno (One Day at a Time ) - Serie TV, 2 episodi (1976 - 1978)
- Hazzard (The Dukes of Hazzard) - Serie TV, 4 episodi (1979 - 1985)
- Enos - Serie TV, 1 episodio (1980 - 1981)
- V.I.P.$. omicidi club (Billionaire Boys Club ) - film TV, (1987)
- Hazzard 20 anni dopo (The Dukes of Hazzard: Reunion!) - film TV, (1997)
- Hazzard: Bo e Luke vanno ad Hollywood (The Dukes of Hazzard: Hazzard in Hollywood!) - film TV, (2000)